# Deportivo Pereira
Corporación Social Deportiva y Cultural de Pereira (conhecido por Deportivo Pereira) é um clube de futebol colombiano, sediado na cidade de Pereira. Foi fundado em 1944, manda seus jogos no Hernán Villegas (com capacidade para 30.313 espectadores) e atualmente disputa o  Campeonato Colombiano de Futebol.
O clube ganhou notoriedade no país por conta de um ato cometido pelo zagueiro panamenho Luis Moreno, que acabou chutando uma coruja (mascote do Junior de Barranquilla), despertando raiva dos torcedores dos Tubarões. Moreno chegou a ser chamado de "assassino" pelos torcedores do Junior. O animal acabaria morrendo dois dias depois.

## Elenco
Atualizado em 23 de julho de 2023.
- : Capitão
- : Lesão

## Jogadores notáveis
- René Higuita
- Juan Carlos Osorio

## Títulos
| NACIONAIS | NACIONAIS                          | NACIONAIS | NACIONAIS  |
|           | Competição                         | Títulos   | Temporadas |
| --------- | ---------------------------------- | --------- | ---------- |
|           | Campeonato Colombiano              | 1         | 2022-II    |
|           | Campeonato Colombiano - 2ª Divisão | 2         | 2000, 2019 |